# Gefängnis von Mazas

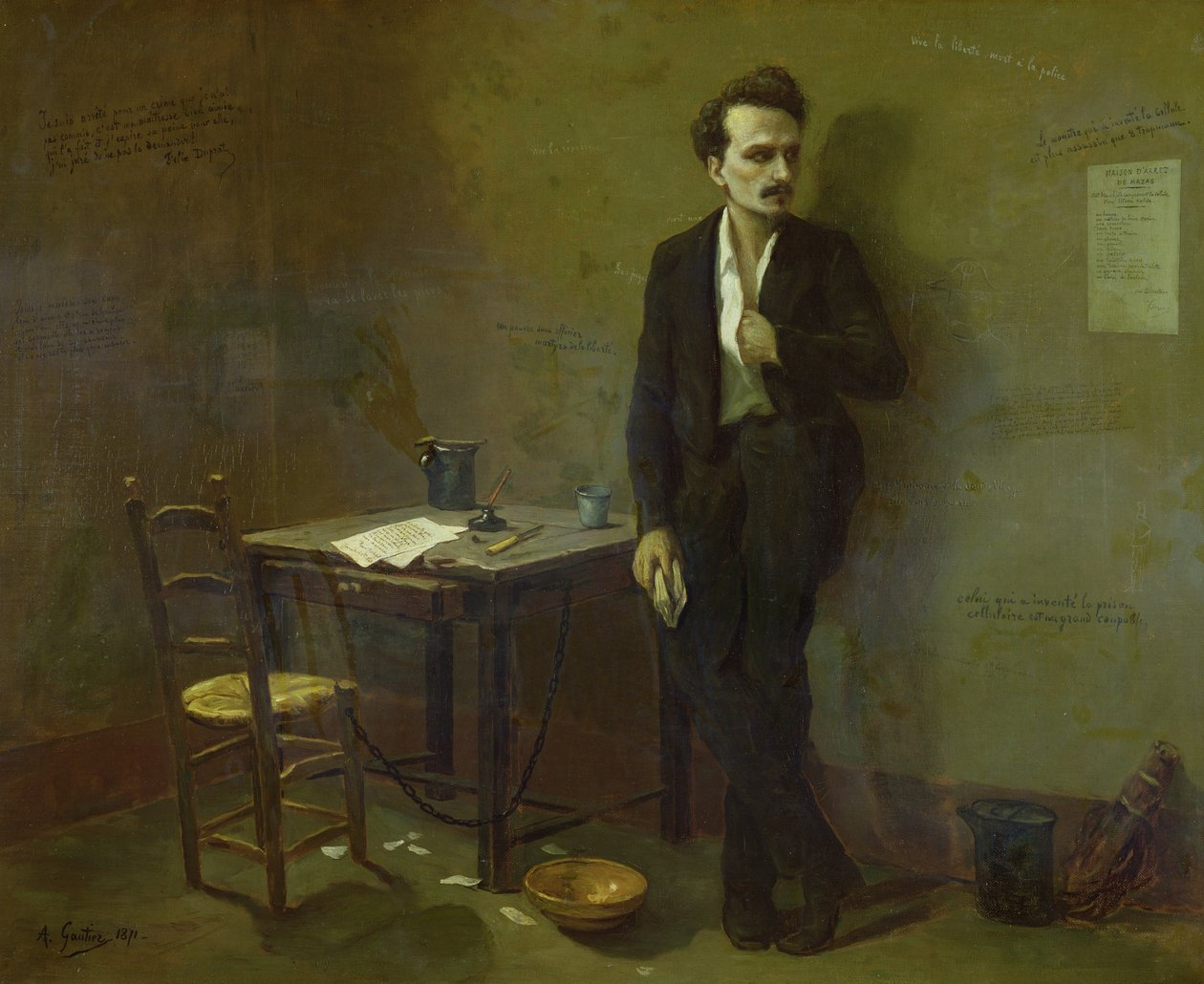
Armand Gautier:
Henri Rochefort im Gefängnis von Mazas, 1871

Das Gefängnis von Mazas (fr. Prison de Mazas) war ein 1850 eröffnetes Gefängnis in Paris, in der Nähe des dortigen Bahnhofs, des Gare de Lyon. Auf einem Areal von ca. 130 ha wurden in 6 Gebäuden 1199 Zellen untergebracht, jede 3,85 mal 1,85 m groß. Am 19. Mai 1850 wurden dorthin 841 Gefangene aus dem Gefängnis Prison de la Force verlegt.
Im Jahr 1863 wurde dort Georges Clemenceau aus politischen Gründen inhaftiert. Zahlreiche politische Gefangene gab es während der Pariser Kommune, am 22. Januar 1871 wurde das Gefängnis erfolglos gestürmt. Später wurden im Gefängnis von Mazas weitere Aufständische der Pariser Kommune inhaftiert, darunter Arthur Rimbaud und Henri Rochefort.
Im Jahr 1900 wurde das Gefängnis zerstört.
Das Gefängnis von Mazas wurde im Artikel Der englisch-amerikanische Konflikt – Vorgänge in Frankreich von Karl Marx aus dem Februar des Jahres 1856 in der New-York Daily Tribune erwähnt.